# Djérabé Ndigngar
 (février 2020).
Djérabé Ndigngar alias D 8 Alfariss né en 1992 à Moundou dans le logone occidental est un rappeur, réalisateur et producteur tchadien. 

## Biographie
Djérabé Ndigngar nait en 1992 à Moundou. Il a fait ses études en Côte d'Ivoire  où il se forme en Audiovisuel et obtient son BTS. Il a travaillé pendant trois ans à la maison de distribution française Côte Ouest Audiovisuel.

## Réalisations
À l'âge de 16 ans, Djérabé Ndigngar commence une carrière musicale dans le rap sous le nom d'artiste de D 8 Alfariss. La réalisation du clip de sa première chanson Mara ban wa lui montre le potentiel de ce média au Tchad ; il commence à réaliser des clips pour d'autres artistes, d'abord à Moundou puis à N'Djaména.
En septembre 2019, Djérabé Ndigngar crée une plate-forme de production, diffusion et téléchargement légal, SaTchaProd, consacrée à la musique tchadienne. Il ambitionne ainsi de donner plus de visibilité aux artistes tchadiens, notamment par rapport à leurs confrères ivoiriens plus médiatisés.